# Rosa tomentosa
Rosa tomentosa es un arbusto de la familia de las rosáceas.

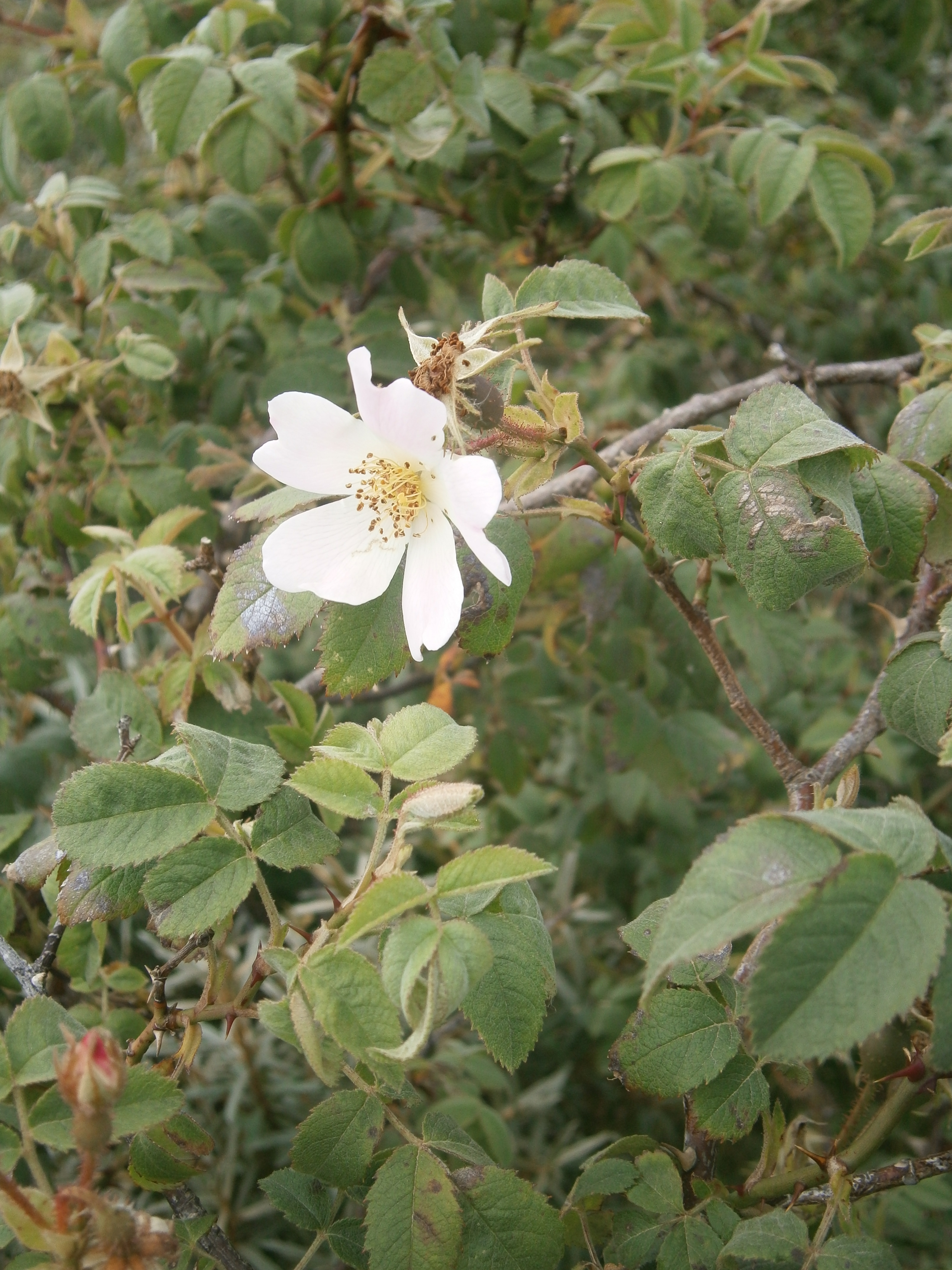
En su hábitat

## Descripción
Es un arbusto que alcanza un tamaño de 1-3 m de altura. Tiene los tallos arqueados, verdes o rojizos, delgados, algo curvos, rara vez rectos. Las hojas con olor a resina, y 5-7 folíolos de ovado-elípticos a ovado-lanceolados, agudos, redondeados en la base, irregular y doblemente aserrados, algo tomentosos por el haz, y muy tomentosos por el envés. Las flores aparecen en inflorescencias corimbiformes, bracteadas. Corola de 35-40 mm de diámetro; pétalos de una rosa fuerte a rosado blanquecino. Úrnula globosa, ovoide o urceolada, de color rojo obscuro, con glándulas estipitadas por toda ella o solo en la base, a veces con acículas o, incluso, lisa. Tiene un número de cromosomas de 2n = 35.

## Distribución
Se encuentra en setos y espinares, en los pisos montano y subalpino inferior, en suelo profundo y ambiente húmedo ; es la especie más tolerante a bajos niveles de carbonatos; 400-1900 m. Aparece en gran parte de Europa –hasta el paralelo 55° N y el W de Rusia y Ucrania–, el Cáucaso, Anatolia y el Líbano.

## Taxonomía
Rosa tomentosa fue descrita por James Edward Smith y publicado en Flora Britannica 2: 539–540. 1800.
Etimología
Rosa: nombre genérico que proviene directamente y sin cambios del latín rosa que deriva a su vez del griego antiguo rhódon, con el significado que conocemos: «la rosa» o «la flor del rosal»
tomentosa: epíteto latíno que significa «con tomento, peluda».

## Nombre común
Castellano: calambrujo, rosa pelusona.